# Snus

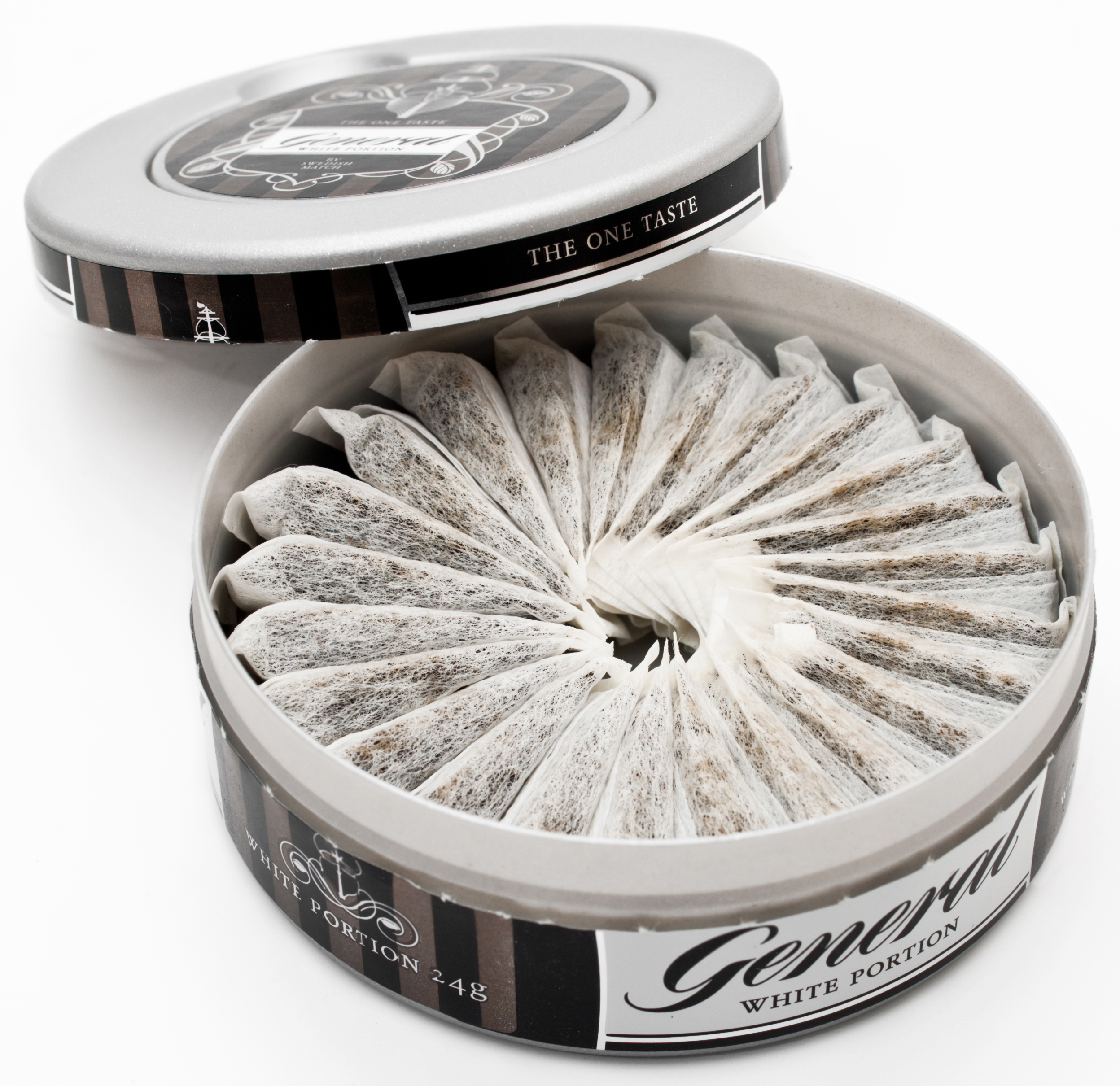
Confezione di snus in porzioni

Snus è un termine svedese utilizzato per indicare un tabacco umido in polvere per uso orale, prodotto tramite un processo di umidificazione al vapore. 

## Caratteristiche
Prodotto e consumato principalmente in Svezia, Norvegia, Finlandia e Svizzera, il suo uso più comune consiste nel posizionarlo in bocca tra il labbro e la gengiva superiore, e tenerlo per un periodo di tempo che può variare da qualche minuto a diverse ore. Esistono due tipi di snus sul mercato:
- lo snus tradizionale o lössnus (snus sfuso) è una polvere sfusa e umida che può essere arrotolata in forma cilindrica con le dita oppure usando uno strumento chiamato prismaster. Il risultato finale è spesso chiamato pris (pizzico) o prilla (in slang).
- il portionssnus (snus in porzioni) è polvere preconfezionata in piccoli sacchetti composti dello stesso materiale delle buste per il tè. È di solito una porzione di quantità inferiore rispetto a quella dello snus sfuso ma è considerata più semplice da usare.
- i sacchetti di nicotina (internazionalmente conosciuti come nicotine pouches) non sono un tipo di snus ma un prodotto a base di nicotina che imita lo snus venduto in nazioni come l'Italia dove lo snus vero e proprio con bustine di tabacco è vietato[1]

Lo snus svedese è composto da tabacco proveniente da diverse parti del mondo e seccato a getto d'aria. Nel passato il tabacco da utilizzare per lo snus veniva lasciato essiccare all'aperto nelle regioni della Scania e del Mälardalen. Successivamente sono stati usati anche tabacchi Kentucky essiccati  a getto di fumo. Il tabacco grezzo è mischiato con acqua, sale carbonato di sodio e aromi. Viene preparato previo riscaldamento, generalmente tramite un getto di vapore. Lo snus umido contiene più del 50% di acqua, e il consumo medio in Svezia è di circa 800 grammi (16 confezioni) per persona all'anno.
Lo snus è venduto principalmente in Svezia e Norvegia, ma può essere trovato in vendita in altre nazioni frequentate da turisti scandinavi (con l'importante eccezione dei paesi appartenenti all'Unione europea; vedi sotto). È venduto in piccole scatole cilindriche, che nel passato erano fatte di porcellana, legno, argento od oro, ma che oggigiorno sono di carta pressata o plastica. Contengono 50 g di snus sfuso o 24 g di snus in porzioni. In Svezia, solitamente, lo snus in porzioni è venduto in contenitori di plastica e lo snus sciolto talvolta in contenitori di carta compressa; in Norvegia e Svizzera è solo disponibile in contenitori di plastica.
Si stima che la produzione totale di snus svedese, principalmente per il mercato scandinavo, superi i 300 milioni di confezioni all'anno. Dopo che, nel giugno del 2004, il governo norvegese ha approvato una legge fortemente restrittiva del fumo nei locali pubblici, la vendita di snus è salita alle stelle, e diverse nuove varianti del prodotto sono state introdotte nel mercato.
Il tabacco americano per uso orale è paragonabile allo snus, ma è un prodotto differente.

## Conseguenze sulla salute
Dal momento che lo snus non è presupposto né consigliato per l'inalazione, non ha effetto sull'apparato respiratorio come le sigarette, sebbene contenga più nicotina. Dal momento che è trattato con getti di vapore invece che tostato a fuoco come il tabacco per sigarette o altri tabacchi per uso orale, lo snus contiene basse concentrazioni di nitrosammine e altri carcinogeni che si formano dal riscaldamento parzialmente anaerobico delle proteine: 2,8 parti per milione (per la marca di snus Ettan) comparato con le 127,9 parti per milione tipico dei tabacchi americani per uso orale, secondo studi effettuati dal Dipartimento della Salute dello Stato del Massachusetts. L'Organizzazione mondiale della sanità (OMS) ha riconosciuto che i maschi svedesi hanno il più basso indice di tumore del polmone in Europa, anche a causa del basso uso di tabacco da fumare. L'OMS non consiglia, in ogni caso, di sostituire alle sigarette lo snus, citando il fatto che i suoi effetti restano ancora poco chiari. Del resto, dal momento che il livello dei carcinogeni nello snus non è nullo, esso può causare un incremento del rischio di cancro alla bocca, sebbene piccolo.
L'Unione europea ha vietato la vendita di snus nel 1992, seguendo uno studio dell'OMS effettuato nel 1985, in base al quale è stato concluso che "l'uso di tabacco orale nei tipi usati nel Nord America e nell'Europa Occidentale è carcinogeno per gli esseri umani". Non a caso nell'ultimo emendamento riguardante l'uso di tabacchi per uso orale (direttiva europea 2001/37) è specificato che sulle scatole di tabacco per uso orale debba essere scritto «Questo prodotto del tabacco può nuocere alla tua salute e provoca dipendenza» anziché le tipiche scritte «Il fumo uccide»/«Il fumo può uccidere,» o «Il fumo danneggia gravemente te e chi ti sta intorno». In ogni caso, l'unico paese dell'Unione Europea in cui la vendita di snus è ancora permessa è la Svezia. Un movimento popolare, durante la campagna referendaria del 1994 per l'ingresso della Svezia nell'UE, ha fatto sì che l'esenzione dal divieto della vendita di snus fosse parte integrante del trattato di adesione della Svezia all'UE.

## Dibattito tra i ricercatori nel campo della sanità pubblica
C'è un certo dibattito tra i ricercatori della sanità pubblica riguardo all'uso di tabacchi "più sicuri" o sistemi di somministrazione di nicotina; si possono identificare due linee di pensiero principali. Al momento, la maggior parte dei ricercatori sostiene il metodo dell'"astinenza", in quanto credono che nessun tipo di tabacco o nicotina possa essere accettabile o sicuro; il consumo deve quindi essere ridotto al minimo nella popolazione. Una minoranza crescente (principalmente nell'Unione europea e in Canada) crede nella "riduzione del danno"; secondo questa prospettiva, il calo della dipendenza da nicotina nella popolazione va perseguito, ma la riduzione del danno alla salute per chi usa nicotina deve venire prima del bisogno di eliminare completamente la dipendenza.
Per esempio, alcune ricerche reperibili oggi mostrano che l'uso dello snus riduce o elimina il rischio di cancro a cui sono soggetti i consumatori di altri tipi di tabacco, come il "tabacco da masticare" (del tipo principalmente usato negli Stati Uniti e in Canada, creato tramite un processo simile a quello per la manifatturazione delle sigarette) e le sigarette. Si ipotizza che il comune uso di snus tra gli uomini in Svezia (circa il 30%, probabilmente anche perché risulta più economico delle sigarette), discriminando l'uso di tabacco da fumare e altre varianti di tabacco orale, sia causa dei risultati delle statistiche sulla mortalità per cause correlate all'uso del tabacco, che sono per gli uomini svedesi significativamente inferiori rispetto a ogni altra nazione europea; al contrario, poiché le donne usano in percentuale molto inferiore lo snus, il tasso di morti causate dall'uso di tabacco per esse è simile alle altre nazioni europee.
Lo snus è generalmente considerato meno pericoloso di altri prodotti del tabacco; secondo Kenneth Warner, direttore della Rete di Ricerca sul Tabacco dell'Università del Michigan (University of Michigan Tobacco Research Network):
Gli oppositori della vendita dello snus affermano che anche i bassi livelli di nitrosamine presenti nello snus non possono essere considerati livelli fuori rischio, mentre i sostenitori fanno presente che qualora lo snus venga usato come sostitutivo del fumo o come mezzo per smettere di fumare, il risultato netto è positivo, così come avviene con l'uso di cerotti di nicotina.
In aggiunta, l'uso di snus elimina anche l'esposizione al fumo passivo, diminuendo ulteriormente i possibili danni causati alla salute dei non fumatori. Questo vale anche per le altre terapie di sostituzione della nicotina.